# Haillicourt
Haillicourt – miejscowość i gmina we Francji, w regionie Hauts-de-France, w departamencie Pas-de-Calais.
Według danych na rok 1990 gminę zamieszkiwało 5151 osób, a gęstość zaludnienia wynosiła 1155 osób/km² (wśród 1549 gmin regionu Nord-Pas-de-Calais Haillicourt plasuje się na 172. miejscu pod względem liczby ludności, natomiast pod względem powierzchni na miejscu 728.).
W miejscowości urodził się ks. Aleksander Rawecki, syn polskich emigrantów, proboszcz w Środzie Wielkopolskiej.